# ساترن وئو
ساترن وئو (Saturn Vue) خودرویی است که در سال‌های ۲۰۰۱ تا ۲۰۰۹ تولید شده‌است. طراحی آن موتور جلو-محور جلو و موتور جلو-تمام چرخ متحرک بوده‌است.